# 亜酸化物
亜酸化物 (あさんかぶつ、英語: Suboxide) は酸化物の分類の一つである。亜酸化物は“通常の”酸化物と比較した際に各原子の電気陰性度が高いものを指す。電気陰性度が高い原子が金属元素であった場合、化合物は時に“metal-rich”と形容されることがある。セシウムの通常の酸化によって得られる酸化物はCs2Oであり、これはCs+とO2−が結合して得られる。一方、セシウムの亜酸化物としてはCs11O3があり、このセシウム (Cs) の電荷は明らかに1+より小さいが、酸素イオンの電荷は通常のO2−で記述される。亜酸化物は一般に電気陰性度が高い要素同士が大規模に結合したものを指すことが多く、特にクラスター様の形を取ることが多い。
亜酸化物の例
- 亜酸化炭素, C3O2
- 亜酸化ホウ素, B6O
- 亜酸化ルビジウム, Rb9O2
- 亜酸化ケイ素, SiOx (x < 2)

## 亜酸化鉱物
亜酸化物は通常の酸化物ができる反応過程の中間体である。亜酸化物はある種の金属がO2が十分にない環境に晒された場合に見られることがある。
22 Cs  +  3 O2  →  2 Cs11O3
4 Cs11O3  +  5 O2  →  22 Cs2O
セシウムやルビジウムのいくつかの亜酸化物はX線結晶構造解析により同定されている。1997年時点で存在が知られていたものとしては、Rb9O2、Rb6O、Cs11O3、Cs4O, Cs7O、Cs11O3Rb、Cs11O3Rb2、Cs11O3Rb3があった。
これらの亜酸化鉱物は一般に、非局在化電子の程度を示すように無色透明以外の色が付いた化合物である。Cs7OはCs10O3のクラスターと10個のCs原子からなるユニットの集合体となっている。クラスターは3つの面を共有する八面体で構成されていることが確認できる。下図において、セシウム原子は紫で、酸素原子は赤で示した。クラスタ内のCs-Cs間距離は376 pmであり、これは通常の金属としてのセシウムに見られるCs-Cs間距離576 pmよりも小さい。Rb9O2とRb6Oは両方共Rb9O2クラスターを含んでいる。このクラスターは2つの面を共有する八面体で構成されていることが確認できる。Rb6Oは (Rb9O2)Rb3の形で定式化できる。クラスター内におけるRb-Rb間の距離は352 pmであり、これは通常金属のルビジウムに見られるRb-Rb間の距離485 pmよりも短い。亜酸化セシウムはAg-O-Cs (S1) とNa-K-Sb-Csのマルチアルカリ光電陰極において役割を担っているのではないかという説がある。
| Rb9O2の構造 | Cs11O3の構造 |
| Rb9O2の構造 | Cs11O3の構造 |

## 亜酸化炭素
亜酸化炭素は比較的単純な構造をしている。自然界にあるクムレン (例: ケテン) では、C3O2はオクテット則に従っている。

## 関連化合物
ジシアノアセチレンなどに見られる亜窒化物も存在が知られている。例として、Na16Ba6Nは、16個のナトリウム原子の構造の中に埋め込まれた6つのバリウム原子が、窒素原子が中心に来る形で正八面体状のクラスターを構成している。